# ツルキンバイ
ツルキンバイ（蔓金梅、学名：Potentilla rosulifera）は、バラ科キジムシロ属の多年草。

## 特徴
根茎は短く、直立して、肥大しない。2-7本の走出枝をもち、長さは4-30cmになり、軟毛がまばらに生え、少数の葉をつける。全草に伏毛が生えるが、あまり目立たない。茎は高さ10-20cmになる。葉は3出複葉で、葉柄は長さ4-7cmになり、軟毛がわずかに生える。小葉は菱状卵形で、長さ1-4cm、幅1-3cm、先は鋭頭から短鋭突頭、基部はくさび形になり小葉柄はない。小葉の縁にはやや深く鋭い鋸歯があり、両面には軟毛が生える。葉は、まれに3出複葉の下部に1-2個の小さな小葉をつけて、羽状複葉となることがある。葉柄の基部に托葉があり、膜質になり、離生した部分は三角状長楕円形から披針形、先は鋭頭になり、外側に毛が生える。
花期は3-6月。花序は集散花序になり、少数の花をつける。花は黄色で径15-20mmになる。萼片は5個あり、狭卵形から広披針形で、長さ3-5mm、先は鋭突頭になり、外側に毛が生える。副萼片も5個あり、披針形で、先は鋭頭になる。花弁も5個あり、倒卵形で、長さ4-7mmになり、先端はわずかにくぼみ、水平に開出する。雄蕊は20個ある。心皮は多数あり、花柱は長さ約2mmになり、やや頂生する。花床には毛が生える。果実は痩果で多数つき、痩果に毛はない。

## 分布
日本では、本州（関東地方以西）、四国、九州の太平洋側を中心に分布し、山地の落葉樹林内の湿った、半ば日のあたる斜面などに生育する。世界では、朝鮮半島、中国大陸（東北部）に分布する。

## 名前の由来
和名ツルキンバイは「蔓金梅」の意で、走出枝をもち、キンポウゲ科のキンバイソウのような、黄色で梅のような花を咲かせるのでいう。

## 学名の変遷
本種は、1900年に採集された標本をもとに、牧野富太郎が1910年に『植物学雑誌』に Potentilla yokusaiana Makino として新種記載し、長い間この名前が使われてきた。1982年刊行の旧版『日本の野生植物 II』でもそのように扱っている。一方、フランス人植物学者のエクトル・レヴェイエは、朝鮮半島でフランス人宣教師のフォーリー神父が採集した標本をもとに、1909年にキジムシロ属の新種として Potentilla rosulifera H.Lév. を記載発表した。この種については、中井猛之進は、1911年に「不明種」と、のちの1952年には「ヒメヘビイチゴの異名」と扱っている。
こうしたなか、植物学者の池田博は、P. rosulifera H.Lév. のタイプ標本が所蔵されているイギリスのエジンバラ王立植物園でそれを確認した。その結果、それはヒメヘビイチゴではなく、ツルキンバイであることが判明した。牧野が発表したP.  yokusaiana (1910) より、エクトル・レヴェイエが発表した P. rosulifera (1909) の方が1年早く、国際植物命名規約の規定により優先権があることになる。池田は、そうした経過と理由について、2001年、『植物研究雑誌』に「ツルキンバイの学名」を記載し、本種の学名は Potentilla rosulifera H.Lév. を使用する必要があることを発表した。

## ギャラリー

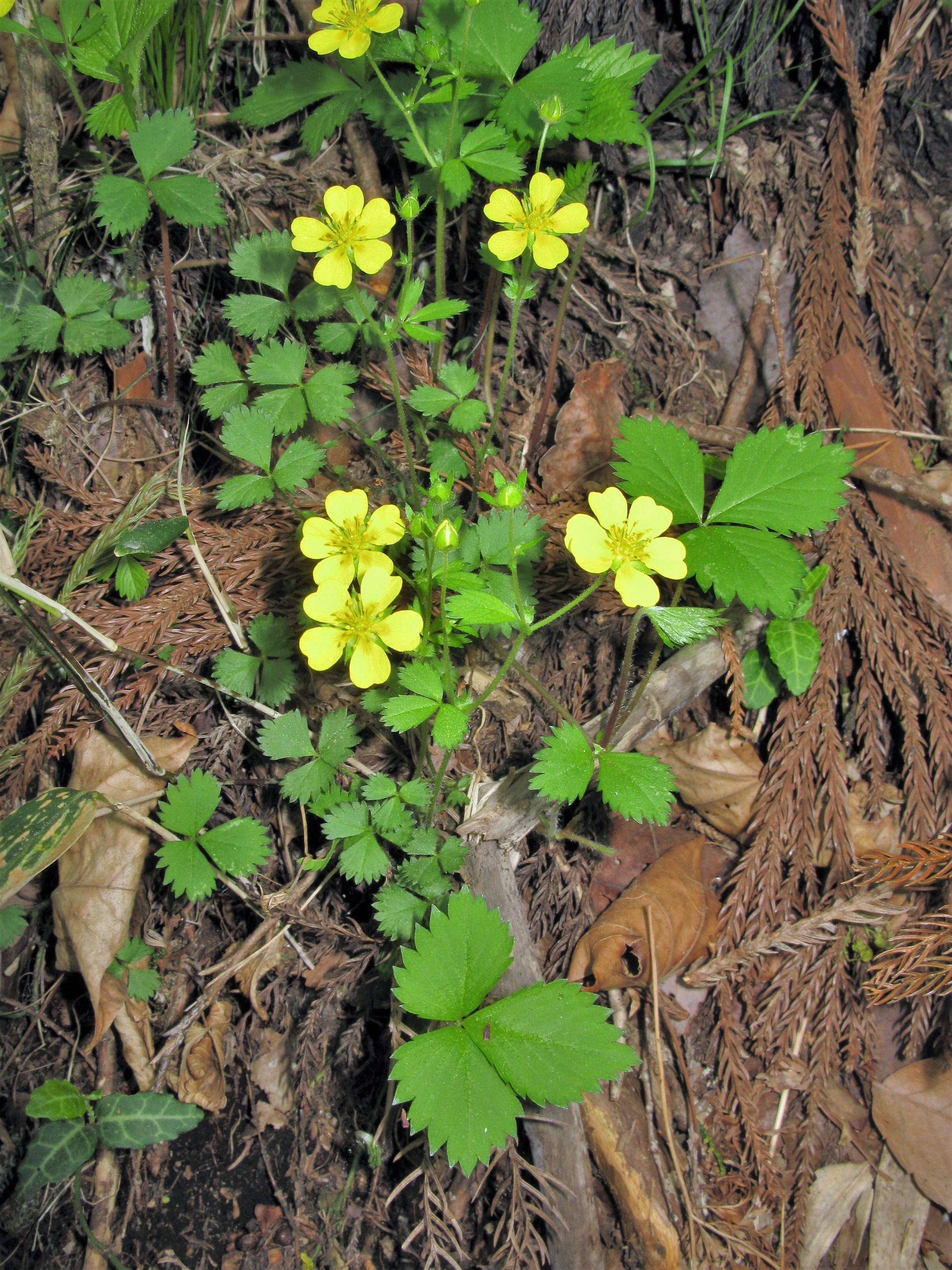
花がつく茎は走出枝とは別に立って花をつける。
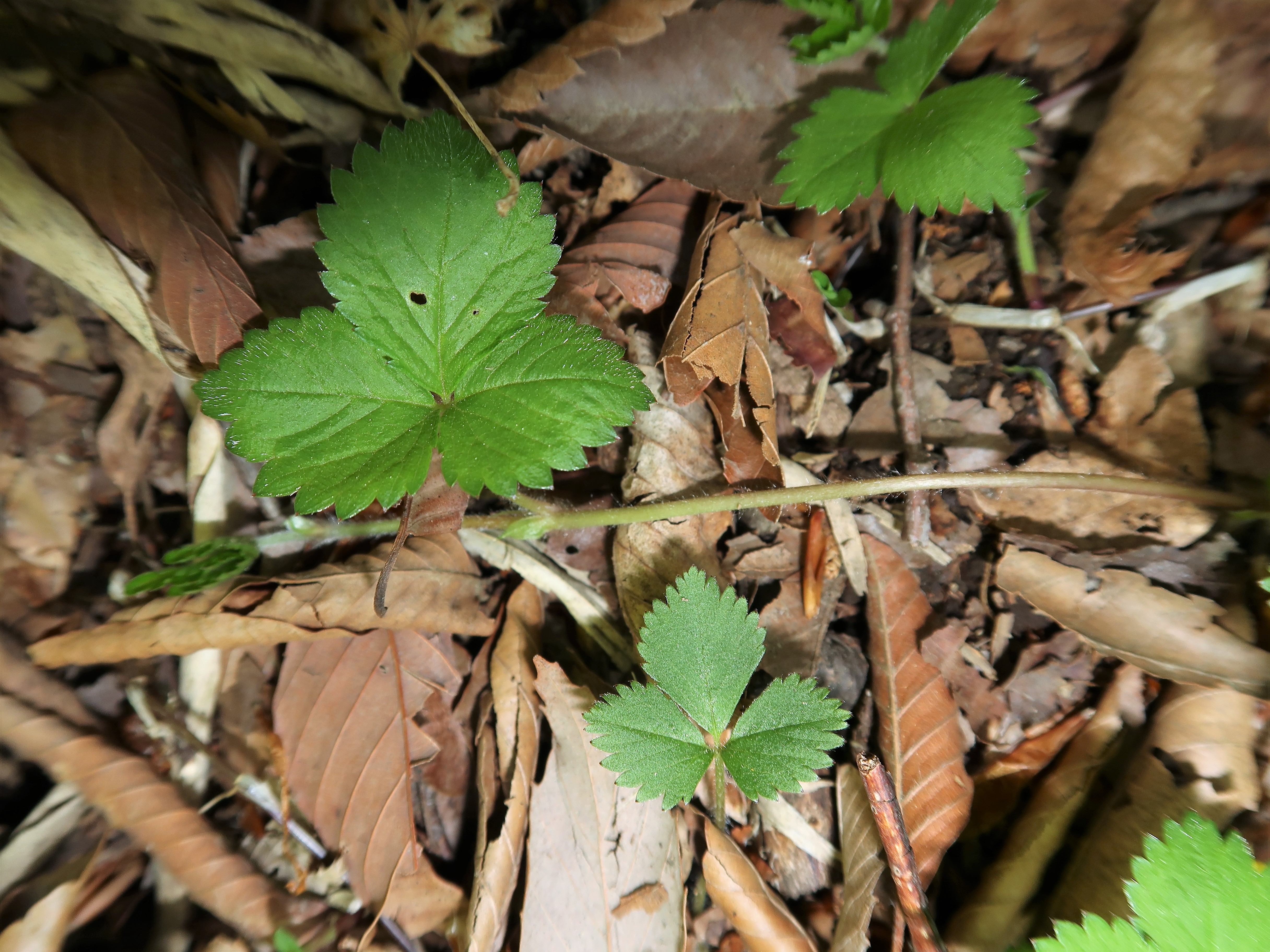
走出枝。軟毛がまばらに生える。